# Умбрија
Умбрија (итал. Umbria) је једна од 20 регија Италије. Налази се у њеном средишњем дијелу земље. Главни град је Перуђа, а значајнији градови су Терни и Фолињо.
Покрајина Умбрија је позната као пољопривредна област са низом малих и сликовитих места у бреговитом пејзажу.

## Порекло назива
Умбрија је добила име по праисторијском племену Умбрима, првим познатим становницима ове покрајине.

## Положај
Умбрија је средишња покрајина Италије. То је и једина италијанска покрајина без изласка на море или на државну границу.
Око Умбрије се налазе друге италијанске покрајине:
- север и исток - Марке
- запад - Тоскана
- југ - Лацио

## Природне одлике
Површина покрајине је 8.456 km² и по овоме је Умбрија једна од мањих италијанских покрајина.

### Рељеф
Целокупна површ покрајине Умбрија је покренутог терена. Сасвим мала равничарска подручја пружају се дуж доњих делова речних долина, поготово реке Тибра. Остали део покрајине је брдско-планински, с тим да је западна половина нижа и мање покренута, па стога боље насељена и привредно активнија. Највиши врх покрајине, на граници са покрајине Марке, је Монте Веторе, висок 2.476 м.

### Клима
Клима у покрајини Умбрија је измењено средоземна. Како се иде на више надморске висине она постаје више континентална. У високим планинским крајевима клима је оштрија, планинска.

### Воде
Умбрија је готово цела у сливу Тиренског мора. Најважнија река је Тибар, која овде тече горњом половином тока. Највећи број мањих река се улива у њега (Кашио, Бастија Умбрија, Топина, Нера). У крајње западном делу покрајине налази се највеће језеро на Апенинском полуострву, Тразименско језеро.

## Управна подела
Умбрија је подељена у 2 округа, одн. провинције са истоименим градовима као управним средиштима:
- Перуђа
- Терни

## Историја

### Праисторија
Умбрија је добила име по Умбрима, који су се населили ту у 6. веку п. н. е. Град Терни је основан 672. п. н. е. Умбријски језик био је сродан са латинским језиком. Археолошка истраживања су показала да се Умбри са неком извесношћу могу ословити као ствараоци Терамара и Виланова културе у северној и средишњој Италији. Становништво је у бронзано доба потиснуто из Лигурије најездом са североистока. Сматра се да су Умбри били упознати са ахајском културом. Етрурци су били главни непријатељ Умбра, а њихова најезда са запада према северу и истоку (од 700. п. н. е. до 500. п. н. е.) је додатно потиснула Умбре према Апенинима. Након слабљења Етрурске моћи Умбри су покушали да помогну Самните у рату против Рима 308. п. н. е. Њихову везу са Самнитима ометала је римска тврђава. Осим тога Римљани су их победили у бици код Сентина 295. п. н. е.

### Антика
Римском победом започео је процес укључивања данашње Умбрије у латинску културу. Римљани су оснивали колоније и градили друмове (Вија Фламинија 220. п. н. е.). Пролазак Вија Фламиније је био ослонац каснијег развоја у антици. За време Другога пунскога рата ту је била велика битка код Тразименског језера. Умбри се нису мешали, али су се постепено претапали у „право“ римско становништво. За време Римскога грађанскога рата између Марка Антониија и Октавијана 40. п. н. е. Перуђа је стала на страну Марка Антонија, па је била потпуно разрушена од стране Октавијана.

### Средњи век
Након пада Западног римскога царства Остроготи и Византија су се борили за превласт на просторима Умбрије. Лангобарди су основали војводство Сполето, које покрива велики део данашње Умбрије. Лангобарди су владали од 571. г. све до 13. века. Када је Карло Велики освојио лангобардску краљевину у Италији, неке умбријске области је поклонио папи. Неки градови су добили један облик самосталности (комуна), а често би били у ратовима у оквиру сукоба папа и царева. У 14. веку долази до успона моћи сињорије, али сви су постепено морали признати папску власт и све до 18. века су били у саставу Папске државе.

### Савремено доба
Након Француске револуције и Наполеоновог освајања Италије Умбрија је ушла у састав тзв. Римске републике (1789—1799) и Наполеоновога царства (1809—1814). Умбрија 1860. улази у састав Краљевине Италије.

## Становништво
Данас Умбрија има близу 900 хиљада становника и по томе је она једна од најмањих покрајина Италије. То је за 50% више становника него пре једног века, односно за 15% више него пре 25 година.
Густина насељености је нешто више од 100 ст./км², што је упола мање од државног просека (200 ст./км²). Западни, нижи део покрајине је гушће насељен него више, Апенинско подручје на истоку.
У покрајини доминира италијанско становништво. Утицај наглог развоја покрајине у последњим деценијама огледа се и у значајном уделу становништва са привременим боравком (8,5%).

## Привреда
Умбрија има развијену пољопривреду, која је и традиционална делатност становништва. Главни пољопривредни производи су маслине, грожђе, пшеница и дуван.
Индустрија је махом млада и у виду мале привреде. У Тернију се налазе челичане. У Перуђи је прехрамбена индустрија (Перуђина-Нестле). Маслиново уље се производи у Сполету и Тревију.
Туризам је значајан за економију покрајине, а најважнији видови су ходочашнички (Асизи) и културолошки (стари градови).

## Галерија
Фотографије градова покрајине
- Перуђа
- Терни
- Фолињо
- Ћита ди Кастело
- Сполето
- Губио
- Тоди
- Орвијето